# Onocephala aulica
Onocephala aulica là một loài bọ cánh cứng trong họ Cerambycidae.